# Lottenbach (Oelbach)

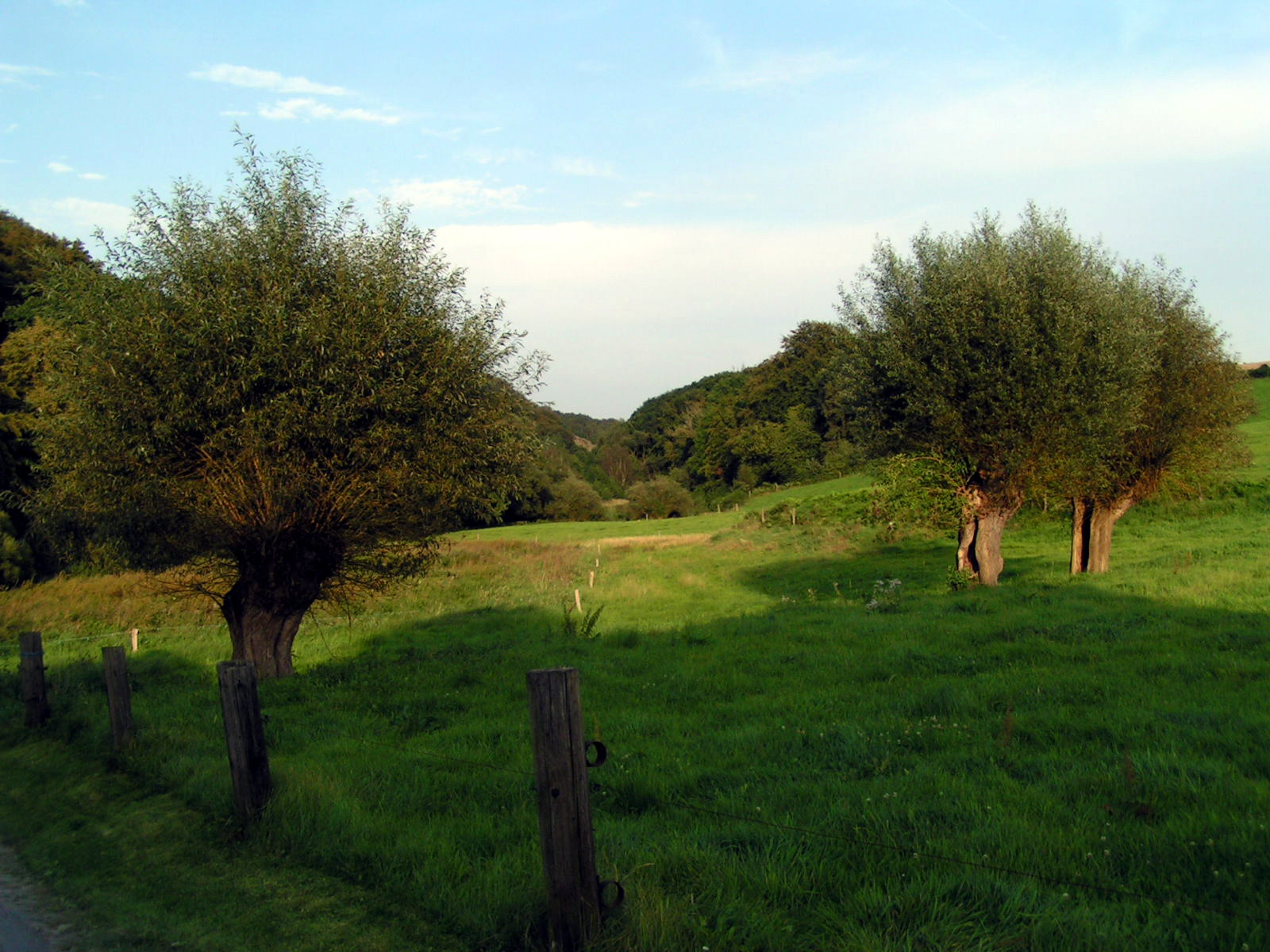
Ansicht des mittleren Lottentals

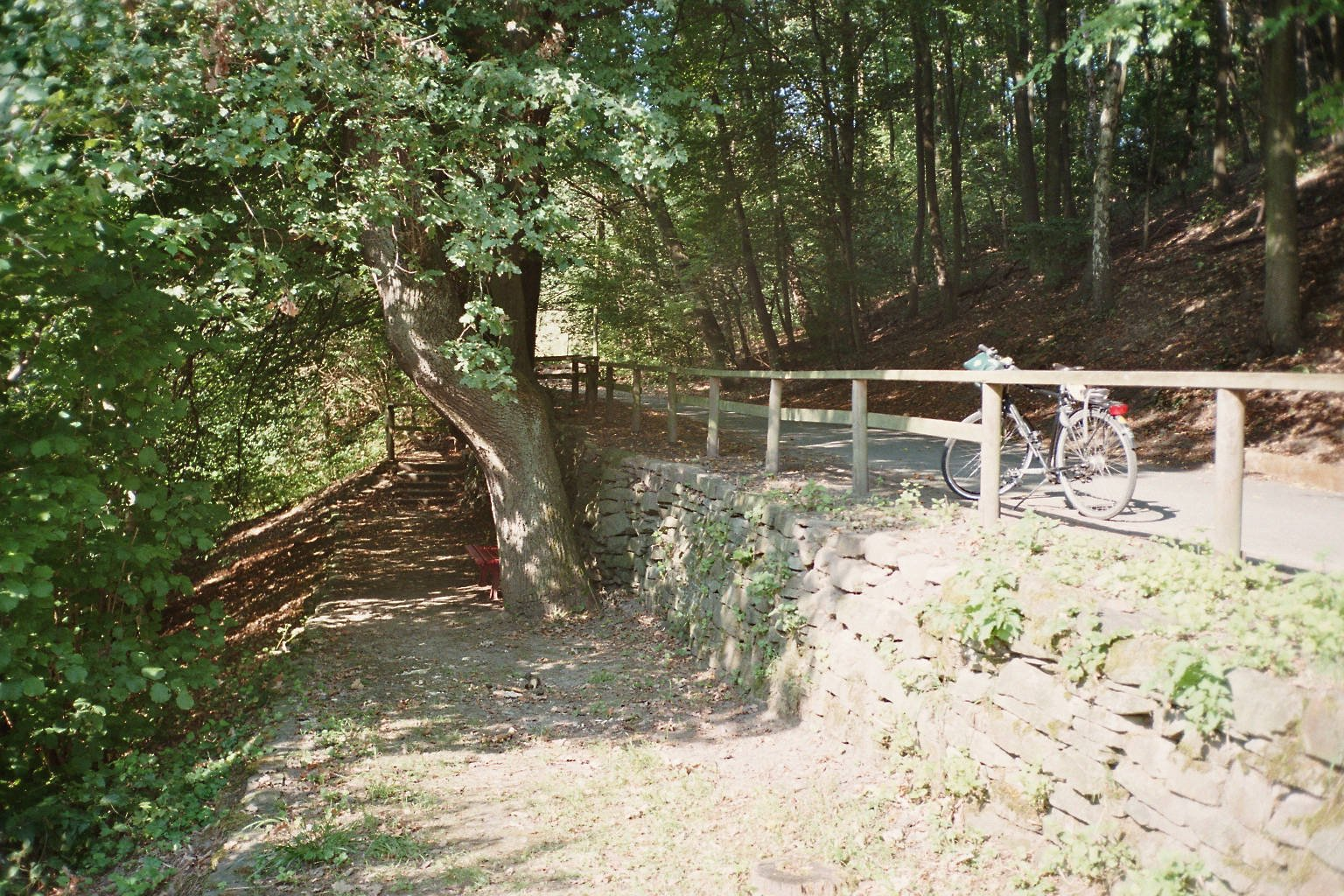
Stützmauer der ehemaligen Lottentalbahn

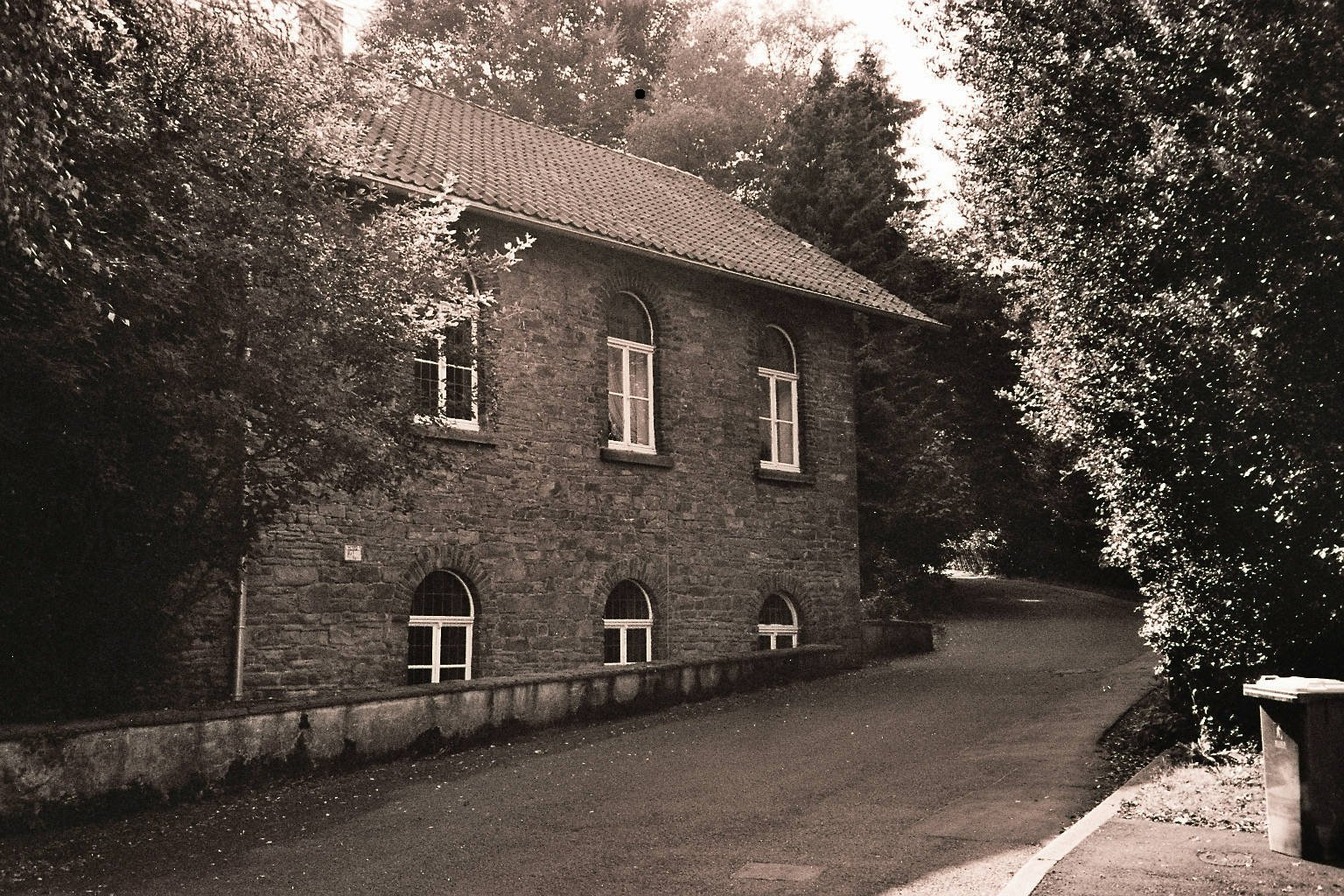
Gebäude des Schachtes Anna der ehemaligen Zeche Glücksburg im Lottental

Der Lottenbach ist ein Zufluss der Ruhr. Er prägt den Grünzug Lottental im Südwesten Bochums in den Stadtteilen Stiepel und Querenburg.

## Geographie

### Verlauf
Das Tal wird in west-östlicher Richtung vom zunächst Stiepeler Bach, dann Lottenbach genannten Gewässer durchflossen, das bei einer Länge von etwa 3,5 km beim Kemnader See in die Ruhr bzw. den Oelbach mündet.
Seine Zuflüsse sind Voßkuhlbach und Kalwesbach.

### Zuflüsse
- Voßkuhlbach (rechts), 1,4 km
- Kalwesbach (links), 0,7 km

## Natur und Umwelt
Die Gewässergüteklasse schwankt zwischen II und III.
Das Tal ist kaum besiedelt und wird von Weiden und Eichen-Buchen-Mischwald geprägt.
Das Lottental ist bekannt für seine Amphibien, darunter Wasserfrösche, Erdkröte, Teichmolch,
Bergmolch und Feuersalamander. Zu den Vogelarten zählen Waldkauz, Buntspecht,
Grünspecht und Kleinspecht.
Die geplante Erweiterung der Ruhr-Uni im Bereich der G-Gebäude soll zu einer Einschränkung des Lebensraums führen.

## Siedlungs- und Industriegeschichte im Umfeld der Ruhr-Universität
Man vermutet, dass der Name auf Lotte (westfälisch für Mühle) zurückgeht. Es gab mindestens zwei Mühlen, eine davon auf Höhe des Gehöfts Grünendiek, eine andere bis 1918 auf Höhe der Zeche Klosterbusch. Eine andere Vermutung ist, dass das Tal nach den Lutten benannt wurde, die von der Zeche Julius Philipp im Jahre 1875 in den Wiesenthälern des Stiepeler Baches verlegt wurden, um die Wasserzuflüsse in den Tiefbauten zu reduzieren.
Die durch das gesamte Tal verlaufende Straße geht auf die Lottentalbahn zurück, einer ehemaligen Pferdebahn für den Transport der im Tal von den Zechen geförderten Steinkohle zur Ruhr. Diese frühe Eisenbahnstrecke wurde um 1830 angelegt und verlief auf hölzernen Schienen. Im oberen Teil des Tales wurde vor einigen Jahren bei einem Unwetter eine ehemalige Stützmauer der Strecke freigespült; der archäologische Befund wurde als Bodendenkmal gesichert und ist heute frei zugänglich.
Etwa noch 1 km entfernt von der Mündung in die Ruhr finden sich Spuren des Steinkohlebergbaus, der hier 1959 mit der Schließung der Kleinzeche Emmaglück am Julius Philipp Erbstollen endete.
Um mehr Weide- und Siedlungsflächen zu gewinnen, war der Bach in eine Betonrinne gefasst und im unteren Verlauf sogar ganz verrohrt worden. Mitarbeiter der Biologischen Station östliches Ruhrgebiet in Herne und des Geographischen Instituts der Ruhr-Universität Bochum ermittelten 1997 durch Vermessungen vor Ort und aus Katasterplänen des 19. Jahrhunderts den alten Bachlauf. Am 7. November 1997 begannen etwa 200 Schülerinnen und Schüler der Gymnasien Schillerschule und Graf-Engelbert-Schule, mit Spaten, Schaufel und Hacke auf einer Strecke von 200 m den oberen Bachlauf zu renaturieren. Im Anschluss wurde typische Ufergehölze (Erlen und Weiden) gepflanzt.
Der Bach durchfließt einen großen Teich und ist Teil des Teichkomplexes des Botanischen Gartens der Ruhr-Universität Bochum. Das Tal ist in Bochum bekannt für seine reichhaltige Amphibienfauna. Während der Zeit der Krötenwanderung wird alljährlich die einzige Straße gesperrt, um Kreuzkröten und anderen gefährdeten Arten einen Schutz während der Hauptwanderzeit vom 1. März bis 15. April für die Eiablage zu bieten. Seit 1980 engagieren sich hier lokale Naturschutzverbände.
Markant ist der große Steinbruch im Lottental, der größte geologische Aufschluss in Bochum, der Stockumer Sattel, in dem Material für die Verfüllung der abgebauten Flöze der Zeche Klosterbusch gewonnen wurde. Hinter der ehemaligen Waschkaue liegen botanische Versuchsflächen. Hier befindet sich auch der größte zusammenhängende Waldbestand in Bochum, der Kalwes.
Im Lottental gibt es weitere Einrichtungen der Ruhr-Universität Bochum. In Räumen der ehemaligen Zeche Klosterbusch ist die Lehrwerkstatt für experimentelle Archäologie der Fakultät für Geschichtswissenschaft untergebracht. Hier werden Steinbearbeitung, Bronzeguss und andere Techniken erprobt und erforscht. Im selben Gebäude befinden sich die Versuchshallen der Fakultät für Bauingenieurwesen.
Im Haus Lottental 38 ist das "Zentrum für interdisziplinäre Regionalforschung" (ZEFIR) beheimatet. Es ist eine zentrale wissenschaftliche Einrichtung der Ruhr-Universität Bochum. Hier ist unter anderem das "Informations- und Qualifizierungszentrum für Kommunen" in Nordrhein-Westfalen (IQZ) angesiedelt.